# Der Diktator
Der Diktator (Diktatorn) är en tragisk opera i en akt med text och musik av Ernst Krenek.
Krenek kallade sin Der Diktator för en "tragisk opera", men den saknar inte en ironisk underton, eftersom det här rör sig om en ett paradoxalt sammanförande av en äktenskaplig och en politisk kris. Operan ingår i en cykel av tre enaktsoperor (de övriga två är Das geheime Königreich och Schwergewicht oder Die Ehre der Nation) som alla hade premiär 6 maj 1928 på Staatstheater i Wiesbaden. Partituret avslutades den 28 augusti 1926.
Titelrollen är löst byggd på Benito Mussolini, trots att historien inte är uttalat politisk; senare beskrev Krenek den som "en anekdot från en 'stark mans' privata liv". "Han avviker endast från det irrationella, inte så mycket av rädsla utan därför att han inte kan tygla det, han kan inte bemästra det."

## Personer
- Diktatorn (Baryton)
- Charlotte, hans hustru (Sopran)
- Officeren (Tenor)
- Maria, hans fru (Sopran)
- En kurir, en betjänt, en sjukvårdare, en detektiv (stumma roller)

## Handling
I ett land, vilket som helst, efter första världskriget.
När diktatorn förklarar ett litet land krig, förebrås han av sin hustru Charlotte på grund av den onödiga blodsutgjutelsen, vilket dock inte har någon effekt. Tvärtom: Diktatorn blir berusad av sin makt och låter hela tiden blicken vila på Maria, som befinner sig i sanatoriet mittemot, där hon vårdar sin make som blivit blind i kriget. Maria vill döda upphovsmannen till lidandet. Men istället för att handla inleder hon ett gräl med diktatorn, där hon hamnar i underläge och till sist underkastar sig honom. Från sin plats bakom avdelningsskärmen betraktar Charlotte scenen som utspelas. När Maria vill ge sig åt diktatorn, avfyrar Charlotte ett skott, men råkar träffa Maria. Intill Marias lik frågar den blinde om dådet är fullbordat. Diktatorn flyr.